# Philippe Garziano
Philippe Garziano est un acteur français..

## Filmographie

### Courts métrages
- 1997 : Une nuit ordinaire de Jean-Claude Guiguet : Florent
- 2000 : L'Arche de Noé de Philippe Ramos : Noé
- 2003 : Métamorphose de Jean-Claude Guiguet : voix

### Longs métrages
- 1998 : Fx de Jean-Noël René Clair : un modèle
- 1998 : Footballeurs de Jean-Noël René Clair : un modèle
- 1998 : Victor Schœlcher, l'abolition de Paul Vecchiali (téléfilm) : lieutenant de La Garde
- 1999 : Les Passagers de Jean-Claude Guiguet : Pierre
- 2000 : Drôle de Félix de Olivier Ducastel et Jacques Martineau : le cheminot
- 2000 : Les Solitaires de Jean-Paul Civeyrac : Baptiste
- 2003 : Adieu pays de Philippe Ramos : Vincent Nortier
- 2003 : Saltimbank de Jean-Claude Biette : André Ferrara